# Holzkirch
Holzkirch ist eine kleine Gemeinde im Alb-Donau-Kreis in Baden-Württemberg, Deutschland. Die Gemeinde gehört dem Gemeindeverwaltungsverband Langenau an.

## Geografie
Holzkirch liegt am Südrand der Schwäbischen Alb nördlich des Lonetals und nördlich von Ulm.

### Nachbargemeinden
Die Gemeinde grenzt im Norden an Weidenstetten, im Osten an Neenstetten, im Südosten an Bernstadt, im Süden an Breitingen und im Westen an Westerstetten.

### Schutzgebiete
Im Süden hat die Gemeinde Anteil am Landschaftsschutzgebiet Mittleres Lonetal.

## Geschichte

### Überblick
Holzkirch wurde im Jahre 1362 erstmals urkundlich erwähnt und gelangte als Bestandteil der Herrschaft Albeck 1385 in den Besitz der Reichsstadt Ulm. Als Ulm 1803 seinen Status als Reichsstadt verlor, kam der Ort mit Ulm zum Kurfürstentum Bayern. Der Grenzverlauf zwischen den Königreichen Bayern und Württemberg wurde im Grenzvertrag von 1810 endgültig festgelegt und Holzkirch wurde deshalb  württembergisch. Es gehörte zunächst zum Oberamt Albeck und seit 1819 für mehr als ein Jahrhundert zum Oberamt Ulm im Donaukreis. Während der NS-Zeit in Württemberg erfolgte 1934 die Umbenennung des Oberamts Ulm in Kreis Ulm und 1938 ging dieser im erweiterten Landkreis Ulm auf. Nach dem Zweiten Weltkrieg lag der Ort in der Amerikanischen Besatzungszone, so dass Holzkirch 1945 zum Nachkriegsland Württemberg-Baden und schließlich 1952 zum heutigen Bundesland Baden-Württemberg kam. Seit der Gebietsreform von 1973 ist Holzkirch Teil des Alb-Donau-Kreises.

### Religion
Holzkirch ist wegen seiner früheren Zugehörigkeit zur Reichsstadt Ulm seit der Reformation überwiegend evangelisch geprägt. Die evangelische Kirchengemeinde Holzkirch mit Breitingen wurde seit 1950 vom Pfarramt Neenstetten mit betreut und wird inzwischen vom Pfarramt Weidenstetten versorgt. Die evangelische Kirchengemeinde gehört zum Kirchenbezirk Ulm der Württembergischen Landeskirche.

### Einwohnerentwicklung
| Jahr | Einwohner |
| ---- | --------- |
| 1836 | 285       |
| 1910 | 298       |
| 1939 | 287       |
| 1961 | 298       |
| 1970 | 315       |
| 1980 | 244       |
| 1990 | 238       |
| 2000 | 275       |
| 2010 | 269       |
| 2020 | 267       |

## Gemeinderat
Der Gemeinderat in Holzkirch hat acht Mitglieder. Bei der Kommunalwahl am 9. Juni 2024 wurde der Gemeinderat durch Mehrheitswahl aus einer Einheitsliste gewählt. Mehrheitswahl findet statt, wenn kein oder nur ein Wahlvorschlag eingereicht wurde. Die Bewerber mit den höchsten Stimmenzahlen sind dann gewählt. Der Gemeinderat besteht aus den ehrenamtlichen Gemeinderäten und dem Bürgermeister als Vorsitzendem. Der Bürgermeister ist im Gemeinderat stimmberechtigt.

## Bürgermeister
Dieter Mühlberger(Bürgermeister im Nachbarort Breitingen) löste ab 1. Januar 2023 den bisheriger Bürgermeister Seybold ab, der 2010 zum Bürgermeister gewählt wurde. Bis dahin war Gerhard Lindner 20 Jahren im Amt.

## Verkehr
Westlich am Ortskern vorbei führt die L 1165, die nordwärts nach Weidenstetten und Altheim und südwärts nach Ulm führt, wo mit der Anschlussstelle Ulm-West/Ulm-Nord der nächste Autobahnanschluss der Bundesautobahn 8 Stuttgart-München besteht. Der Ort ist durch die Buslinie 585 im Donau-Iller-Nahverkehrsverbund mit Gerstetten und Ulm verbunden. Nächster Bahnhof ist Westerstetten, etwa 2 km südwestlich an der Filstalbahn Stuttgart-Ulm.

## Wirtschaft
In der landwirtschaftlich strukturierten Gemeinde bestanden im Jahr 2003 fünf Haupt- und fünf Nebenerwerbsbetriebe.

## Sehenswürdigkeiten

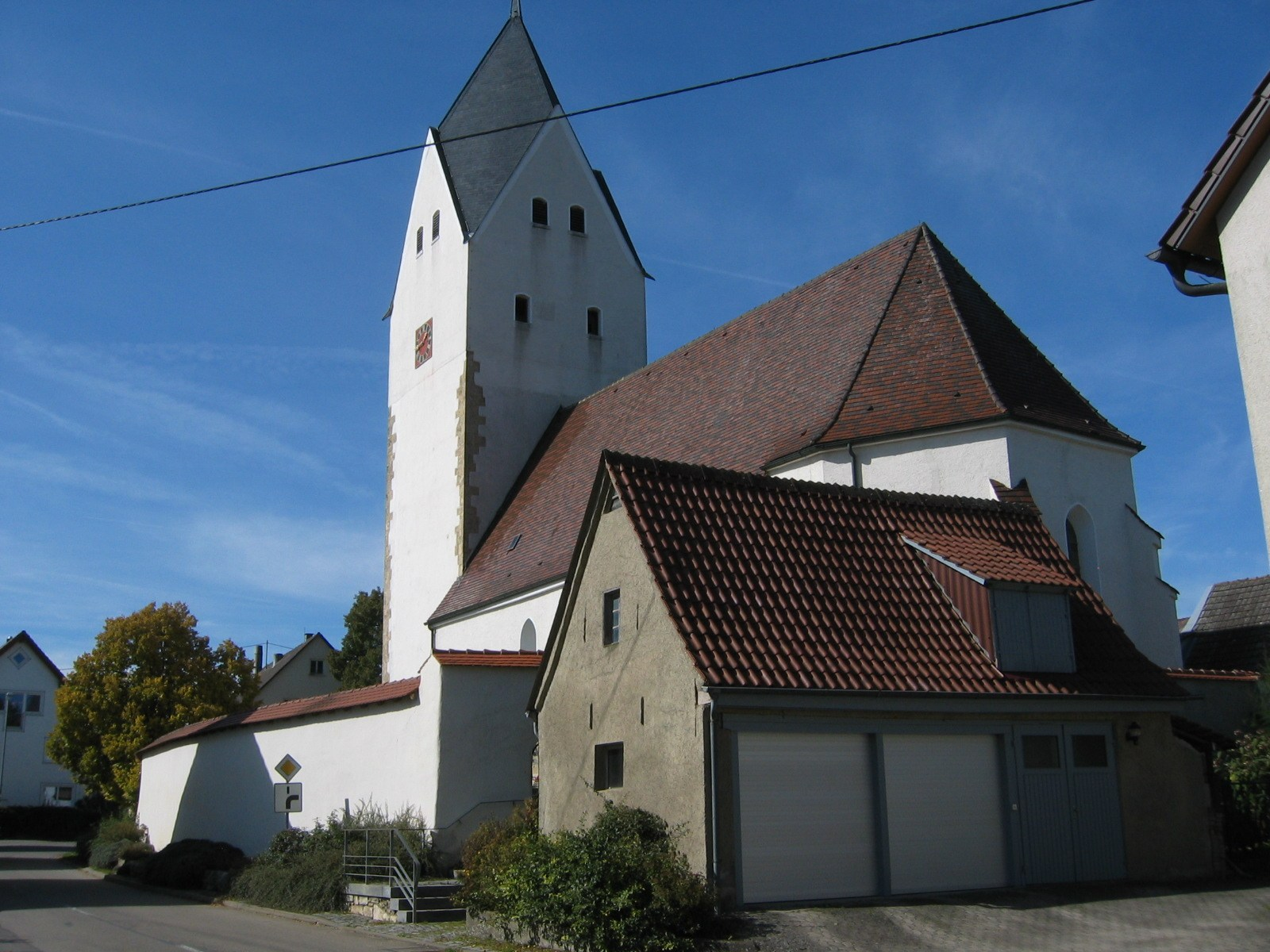
St.-Barbara-Kirche

Der spätromanische Wehrturm der Barbara-Kirche aus der Zeit um 1150 bot der ganzen Dorfbevölkerung Schutz in unruhigen Zeiten. Auch die sehr massive Kirchhofmauer diente wohl eher der Verteidigung.